# كاستل دل مونتي (أبروتسو)
كاستل دل مونتي (بالإيطالية: Castel del Monte)‏ هي بلدية في مقاطعة لاكويلا في إقليم أبروتسو الإيطالي.

## السكان
في سنة 1861 بلغ عدد السكان 2٬192 نسمة، وتطور العدد ليصل في سنة 2011 لـ 447 نسمة.
يظهر هذا المخطط البياني تطور النمو السكاني لـ كاستل دل مونتي (أبروتسو)